# ABC 800
ABC 800（ルクソール ABC 800）シリーズはABC 80ホームコンピュータのオフィス向けコンピュータ版である。ABC 800は拡張されたBASICインタプリタ、多少高速化されたCPUと32KBのRAMが既に標準であった。ザイログ Z80のクロック数は3.58 MHzで、NTSC方式のカラー・サブキャリア（subcarrier）・ディスレイを使用した。ディスプレイは"高"解像度（240x240 ピクセル）にも対応できた。

## 概要

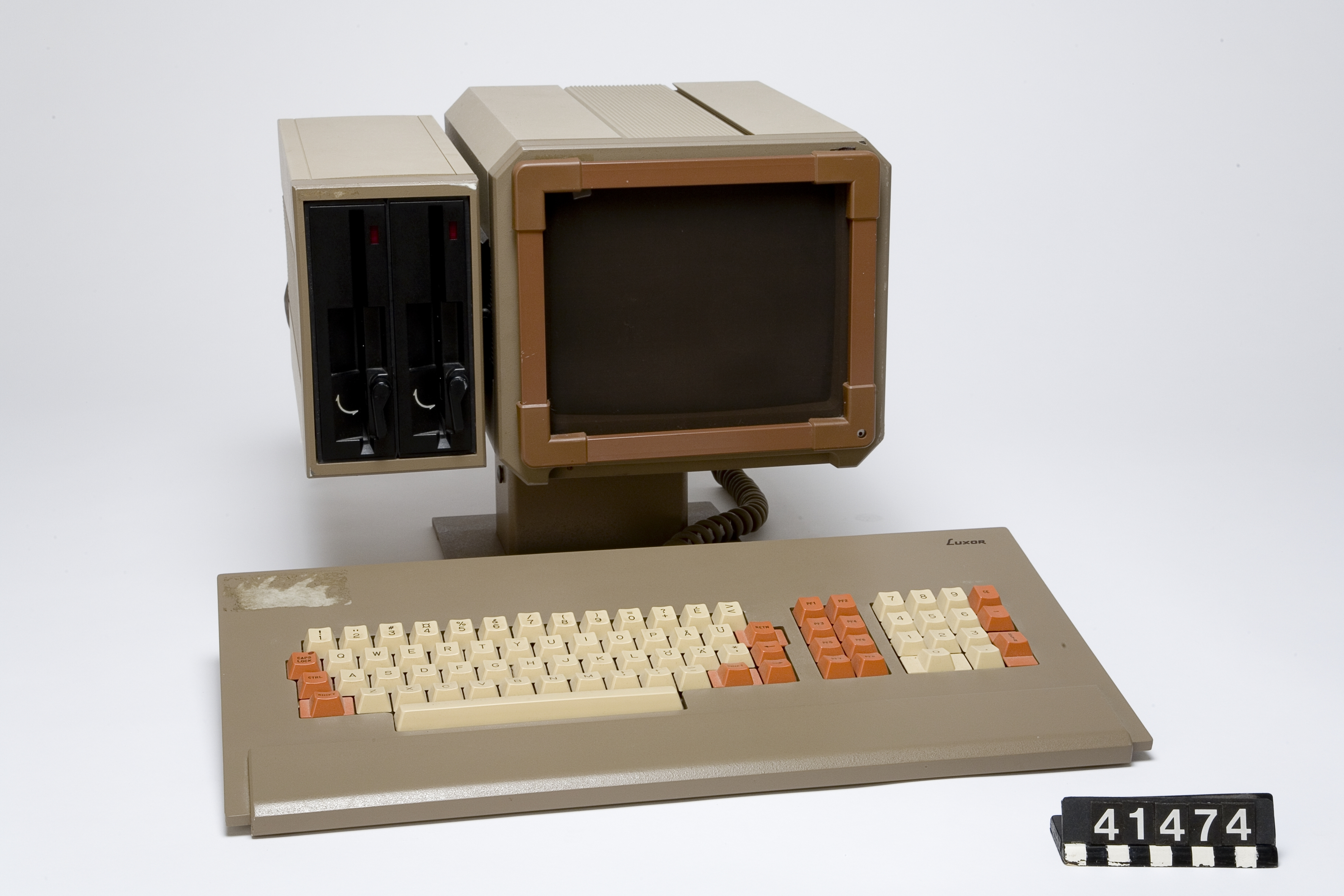
ルクソール ABC 802は小型の黄色蛍光体モノクロ・ディスプレイ付のオフィス向けモデル。写真では2基の5.25インチ・フロッピーディスク装置をディスプレイの横に装備。灰茶色は全てのABC 800（とABC 1600）製品に共通の色でベージュ色のABC 80とは異なる。写真はリンシェーピングにあるIT-ceumの展示会でのもの。

ABC 800は80文字幅のモノクロ・ディスプレイと40文字幅のカラー・ ディスプレイが使用できた。後期のABC 806はより多くのメモリと改善されたグラフィックを持っており、ABC 802は小型ディスプレイにマザーボードを内蔵した（ABC 80と800はキーボード内蔵のマザーボードと別体型ディスプレイ）コンパクトモデルであった。ABC 802には高解像度グラフィックは無かった。
補助記憶装置は2基の容量160、320又は640 KBの5.25インチ・フロッピーディスク装置であった。外部ハードディスクドライブは後で利用可能（主にABC 850で容量10 MB）になった。型式名'ABC 800 M'はモノクロ・ディスプレイで'ABC 800 C'はカラーであった。
「誰がIBM PC互換機を必要としているのだろうか？（"Who needs IBM-compatibility?"）」という問い掛けがルクソール社の宣伝文句であった。しかしコンピュータ購入者の大多数はこれが必要であると考えていた。ABC機環境とPC環境の間で'W ABC'というソフトウェアを介して幾らかの互換性を取ることができた。
ABC 800コンピュータはファシット社からもファシット DTC（Facit DTC）という名称で販売された。

## 性能

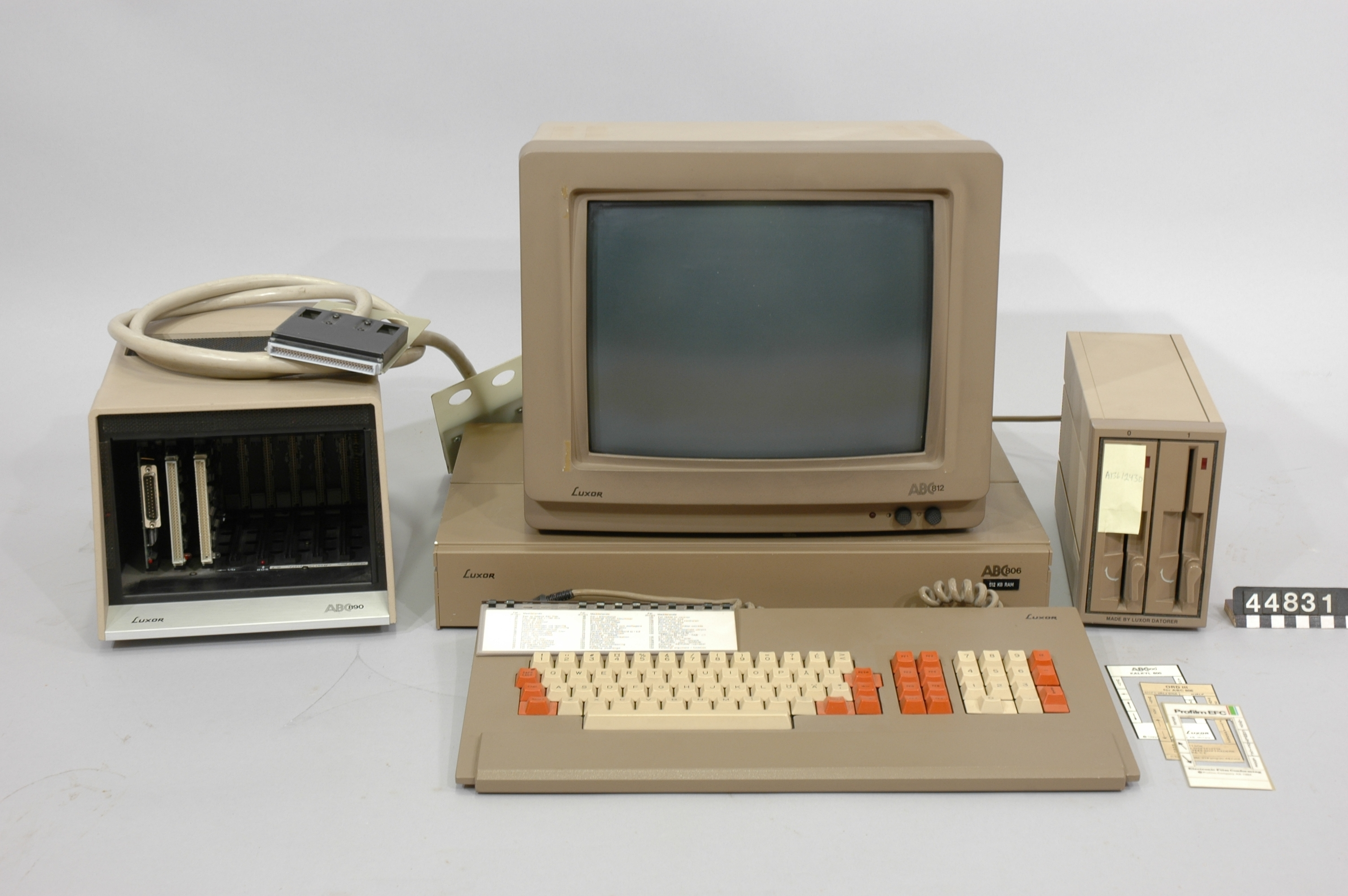
ルクソール ABC 806

ABC 800の性能が同時代のパーソナルコンピュータと比較してどうであったのかを見るために1982年にスウェーデンのミクロデートルン（Mikrodatorn）誌が、米国のキロボード誌（Kilobaud Magazine）が定義した8本の短いBASICプログラム（BM1からBM8という名称）（英国の雑誌パーソナル・コンピュータ・ワールド誌：Personal Computer Worldが新しいマシンをテストするのにいつも使用している）を使用したベンチマーク・テストを実施した。
結果としてABC 800のセミコンパイリングBASICインタプリタは他の人気マシンで使用されているほとんどのBASICよりも速い（特に整数型変数を扱う場合に）ということが分かった。著名なコンピュータとの比較結果は以下の通りである。（時間は秒）：
|                   | BM1                                     | BM2                                     | BM3                                     | BM4                                     | BM5                                     | BM6                                     | BM7                                     | BM8                                     |
| ----------------- | --------------------------------------- | --------------------------------------- | --------------------------------------- | --------------------------------------- | --------------------------------------- | --------------------------------------- | --------------------------------------- | --------------------------------------- |
| ABC 800 整数型    | 未計測 - おおよその数値は ABC 80 を参照 | 未計測 - おおよその数値は ABC 80 を参照 | 未計測 - おおよその数値は ABC 80 を参照 | 未計測 - おおよその数値は ABC 80 を参照 | 未計測 - おおよその数値は ABC 80 を参照 | 未計測 - おおよその数値は ABC 80 を参照 | 未計測 - おおよその数値は ABC 80 を参照 | 未計測 - おおよその数値は ABC 80 を参照 |
| ABC 800 単精度    | 0.9                                     | 1.8                                     | 6.0                                     | 5.9                                     | 6.3                                     | 11.6                                    | 19.6                                    | 2.9                                     |
| ABC 800 倍精度    | 1.2                                     | 2.2                                     | 10.0                                    | 10.6                                    | 11.0                                    | 17.8                                    | 26.4                                    | 14.4                                    |
| IBM PC            | 1.5                                     | 5.2                                     | 12.1                                    | 12.6                                    | 13.6                                    | 23.5                                    | 37.4                                    | 3.5                                     |
| Apple III         | 1.7                                     | 7.2                                     | 13.5                                    | 14.5                                    | 16.0                                    | 27.0                                    | 42.5                                    | 7.5                                     |
| VIC-20            | 1.4                                     | 8.3                                     | 15.5                                    | 17.1                                    | 18.3                                    | 27.2                                    | 42.7                                    | 9.9                                     |
| ZX81 "高速モード" | 4.5                                     | 6.9                                     | 16.4                                    | 15.8                                    | 18.6                                    | 49.7                                    | 68.5                                    | 22.9                                    |

この表からはABC 800が浮動小数点数の計算（20%速いだけのBM8を除く）でIBM PCの約2倍速いことが分かる。この表の結果では整数型変数を扱う場合（このテストでは旧いABC 80の計測値しかないが）の数値は単精度での値よりも約2-3倍低い（言い換えると速さでは2-3倍速い）。